# 대왕 (고려)
대왕(大王, 생몰년 미상)은 고려의 추존왕으로 고려사 및 고려사절요의 기록에선 전혀 등장하지 않으며, 1997년 발견된 징효대사탑비문에서만 존재가 확인되었다. 휘는 전해지지 않으며, 대왕으로 추존되었다는 사실은 전해지나 앞에 적힌 시호가 훼손되어 대왕으로 추존되었다는 사실만 알 수 있다.
생전 징효대사탑비문 건립에 기여했고, 그 공으로 비문에 존재가 기록되었다. 고려 혜종에 의해 대왕(大王)으로 추존되었다. 왕으로써의 추존은 대부분 왕족에게 적용한다는 점에서 본관은 개성 왕씨로 추정되며, 고려 태조의 아들로 추정된다.